# Bataille de Steps
Guerres Liège-Brabant
Batailles
- Siège de Maastricht (1204)
- Sac de Liège (1212)
- Bataille de Steps (1213)
- Siège de Maastricht (1267)
- Siège de Maastricht (1303)
- Siège de Maastricht (1334)
- Trêve de Booienhoven (1378)

La bataille de Steps est une bataille des guerres Liège-Brabant qui a eu lieu le 13 octobre 1213 à Montenaken dans la province belge du Limbourg. Elle se déroula plus précisément sur la colline de Steps, champ situé sur le territoire de l'ancienne commune de Montenaken (commune de Gingelom) en Belgique, qui donna son nom à la bataille.
Elle oppose le duché de Brabant à la Principauté de Liège, ils entrent en conflit pour le contrôle du comté de Moha. Louis II de Looz et Henri Ier de Brabant étaient tous deux parents du dernier comte de Moha, Albert II.

## Organisation politique
La région qui forme l'actuelle Belgique avait à l'époque des frontières très différentes. Plusieurs comtés, duchés, évêchés et villes libres composaient ces terres. Les principaux États étaient alors :
- le Brabant, un duché mené par Henri Ier le Guerroyeur, dont le surnom évoque la volonté d'étendre ses frontières au péril d'être excommunié par le pape ;
- Liège, un évêché de taille importante dirigé par Hugues de Pierrepont ;
- la Flandre, un comté officiellement inclus dans le royaume de France, mais indépendant et riche grâce au commerce de la laine.

## Origines
En 1212, Albert II, dernier comte de Moha, meurt sans héritier. Henri Ier de Brabant et Louis II de Looz sont parents d'Albert et réclament chacun le comté. Le roi de France Philippe II de France a alors des vues expansionnistes sur les régions flamandes, et cherche des appuis locaux. Le duc de Brabant semble être un bon allié, ce dernier est alors rassuré par un soutien français en cas de danger.
Le duc Henri de Brabant avait détruit la ville de Liège en 1212. En 1213, Henri Ier souhaite piller Liège à nouveau et lève ses troupes, sachant que la Flandre, menacée par le roi de France, ne se risquera pas à dégarnir ses garnisons pour aider Liège quand bien même ces deux nations sont en bon termes.
Henri Ier arrive devant les murailles de Liège que les liégeois avaient érigées à la suite du sac de 1212. Mais mal préparé à un long siège, il rebrousse chemin dans le but de reprendre le conflit dès que possible, et surtout en étant mieux préparé. Cela laisse le temps à l'évêque de rassembler ses alliés : le comte de Looz (Limbourg), Thiéry Ier de Walcourt, comte de Rochefort, et la ville de Huy. La Hesbaye ne fournit guère qu'une quinzaine de chevaliers sur les 500 dont elle dispose (un chevalier = un noble + écuyer + servants à pied…). Poursuivant ses ennemis jusqu'aux terres de Steppes, les deux belligérants s'entendent sur le lieu et l'heure de la bataille.

## La bataille

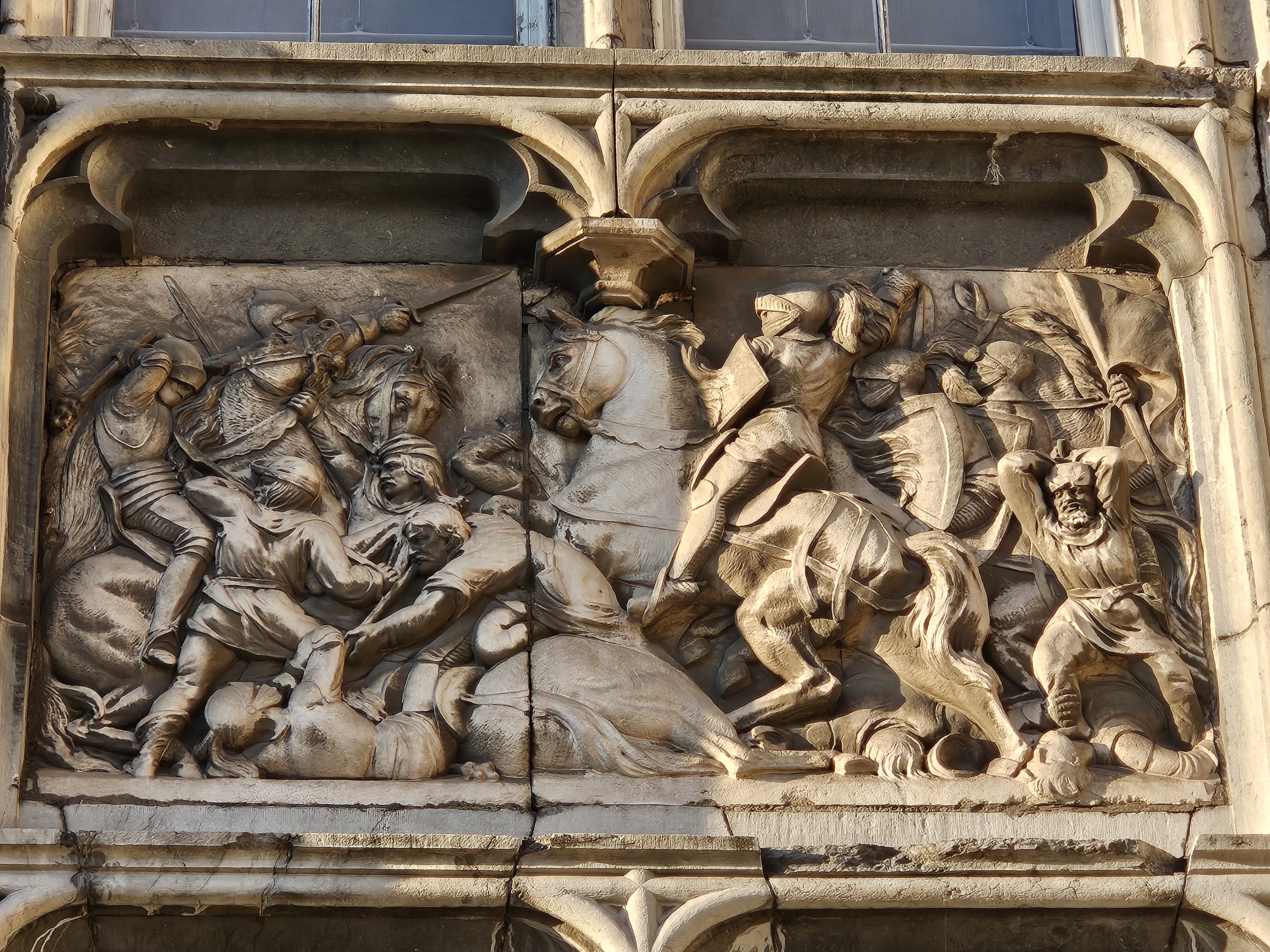
Représentation de la bataille sur la façade palais provincial de Liège

Hugues de Pierrepont se place au centre avec sa milice communale liégeoise et hutoise. Le comte de Looz, Louis II de Looz, occupe l'aile droite tandis que Thiéry Ier de Walcourt, comte de Rochefort, commande l'aile gauche composée des hommes d'armes de Dinant, de Thuin et de Fosses.
En face d'eux se disposent les Brabançons. Souhaitant passer inaperçu, le duc Henri Ier de Brabant cède son armure à l'un de ses meilleurs chevaliers pour prendre le contrôle des forces du comte de Clèves Thierry V. Son frère Guillaume de Longue-Épée et le comte Thiébaut Ier de Bar se partagent le commandement du reste de l'armée.
Fougueux et avides de revanche, le comte de Looz et le corps militaire de Henri Ier se chargent réciproquement. La bataille est alors réellement lancée. Le reste de l'armée suivra peu après. Selon les conteurs, la bataille prit une tournure désavantageuse pour les Liégeois jusqu'à l'arrivée de la châsse de saint Lambert qui aurait rehaussé le courage des hommes. Le Brabançon qui avait revêtu l'armure du duc fut tué, puis le reste de l'armée commença à s'enfuir, d'abord la cavalerie puis les fantassins.
Même les chroniqueurs liégeois s'accordent à dire que la poursuite fut impitoyable. Les membres des blessés furent découpés tandis que les hommes encore debout furent poursuivis sans relâche jusqu'aux villages brabançons.
Bien qu'Henri subit une défaite lors de cette bataille, il faudra attendre 1229 pour qu'il abandonne ses prétentions sur le comté de Moha.
Cette bataille serait la première dans laquelle une armée de nobles est vaincue par une armée populaire.

## Légende
Selon la légende, les Liégeois apportèrent sur le champ de bataille une statue de la Vierge de l'église de Montenaken. Une fois sur place, elle refléta les rayons du soleil qui furent si intenses que les des adversaires furent aveuglés et abandonnèrent leurs armes.
Une chapelle en l'honneur de Notre-Dame-de-Steps a été érigée la même année sur le champ de bataille. Cette chapelle en style néogothique s'y trouve encore aujourd'hui. Chaque année au mois de mai, pour célébrer ce miracle, la statue est transportée de l'église de Montenaken à la chapelle de Notre-Dame-de-Steps.

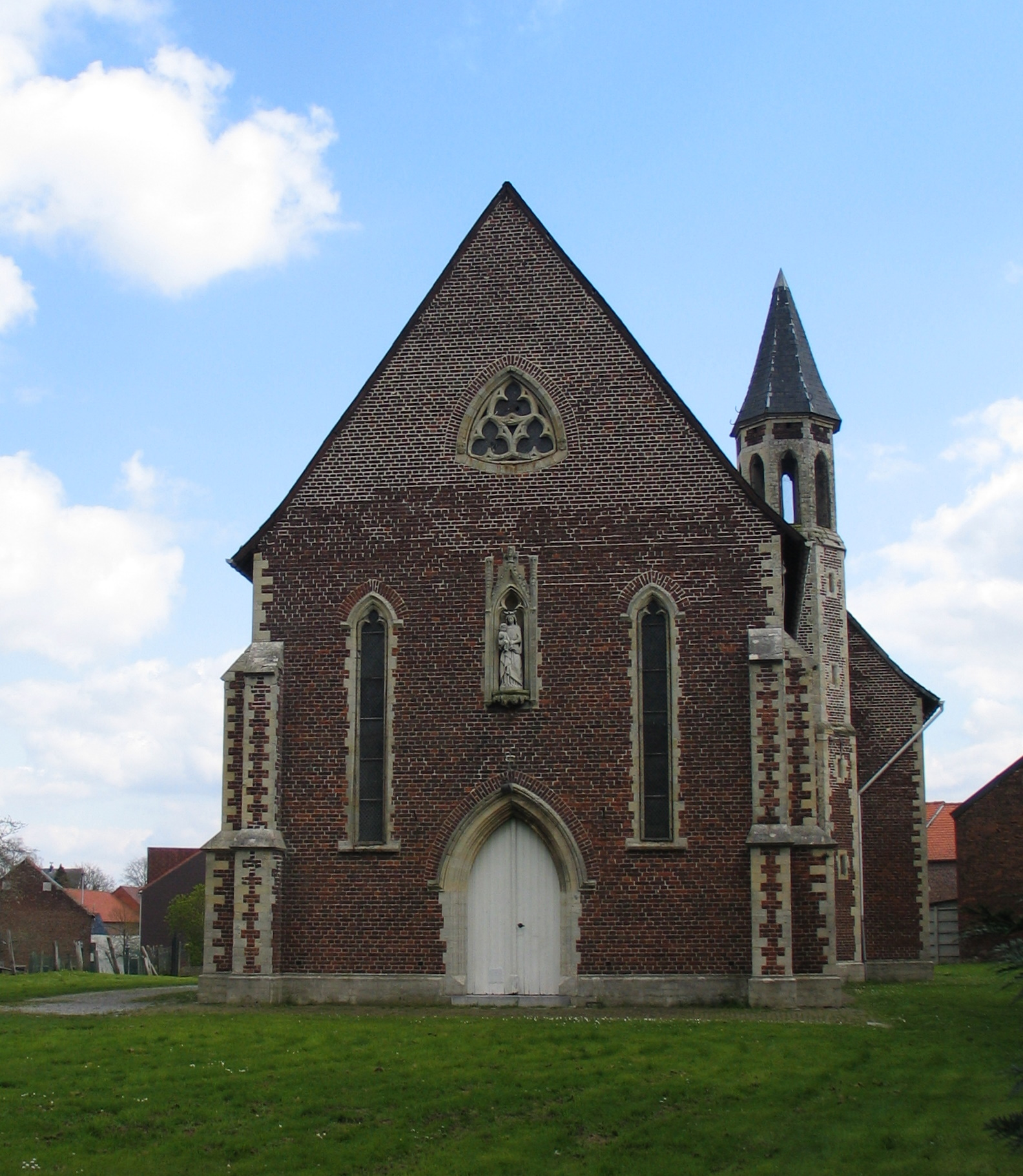
La chapelle de Notre-Dame-de-Steps
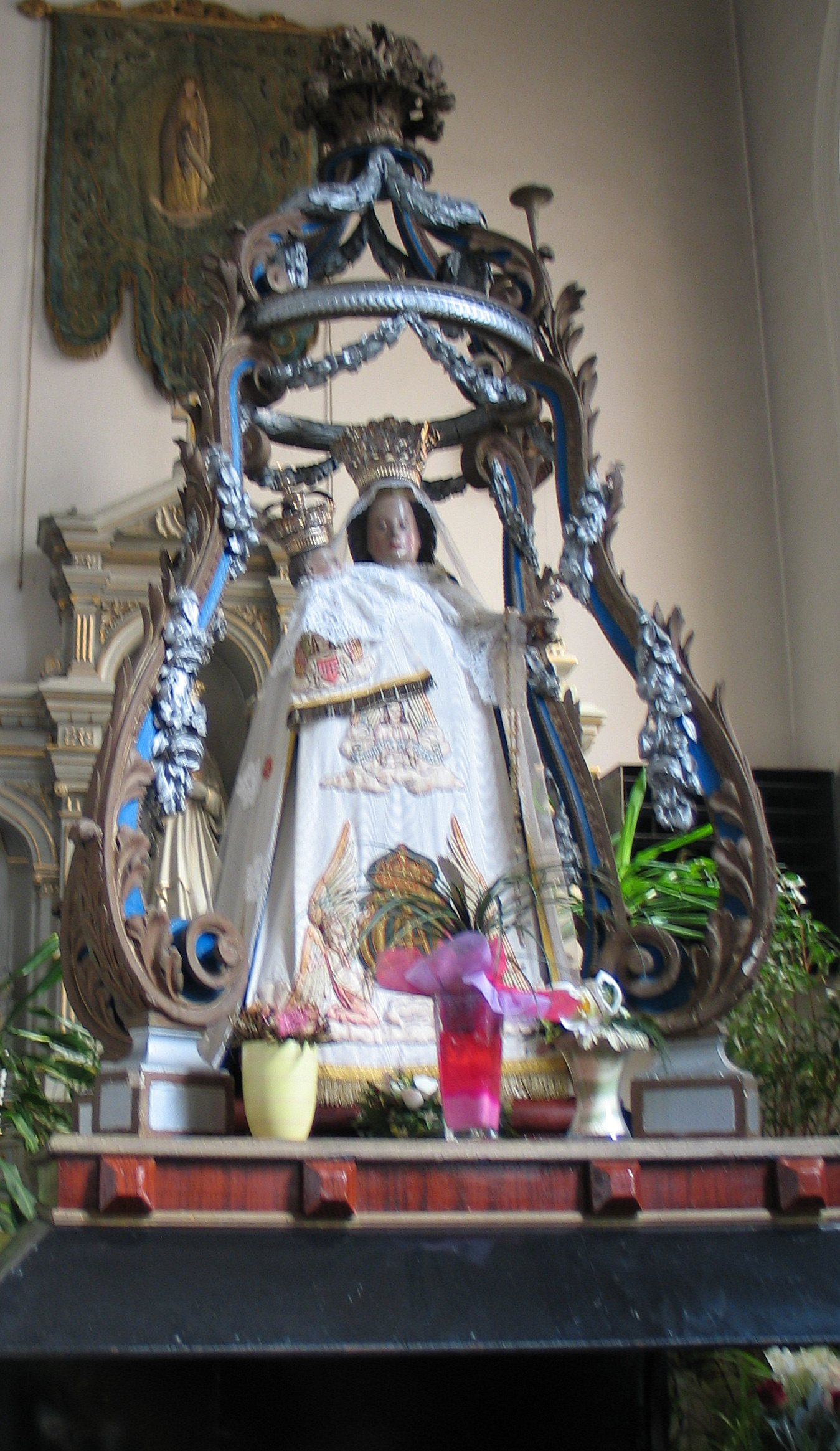
La statue de la Vierge de Montenaken